# 董延策
董延策 （？—1617年），号虚斋，河南河南府洛陽縣民籍。明朝政治人物。

## 生平
萬歷三十七年己酉科（1609年）舉人，四十四年（1616年）丙辰進士，授北直隸真定府衡水县知县，逾年卒。

## 家族
父董堯封，字淑化，號李村，嘉靖癸丑进士，官户部左侍郎。兄董定策，萬曆甲辰進士，官監察御史。